# Labeo

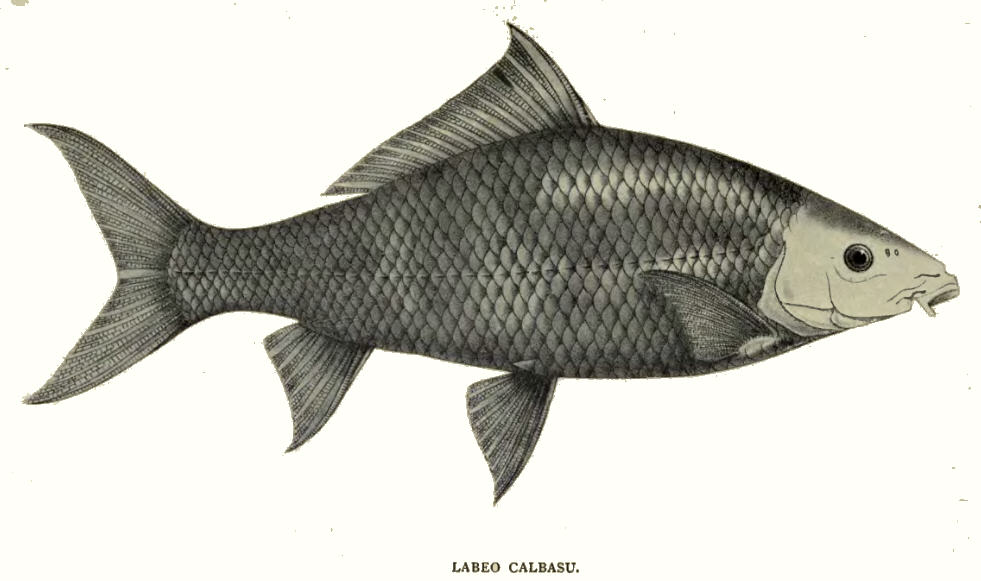
Labeo calbasu

Labeo es un género de peces de la familia de los ciprínidos y del orden de los cipriniformes.

## Especies
- Labeo alluaudi - (Pellegrin, 1933)
- Labeo almorae - (Chaudhuri, 1912)
- Labeo alticentralis - (Tshibwabwa, 1997)
- Labeo altivelis - (Peters, 1852)
- Labeo angra - (Hamilton, 1822)
- Labeo annectens - (Boulenger, 1903)
- Labeo ansorgii - (Boulenger, 1907)
- Labeo ariza - (Hamilton, 1807)
- Labeo baldasseronii - (Di Caporiacco, 1948)
- Labeo barbatulus - (Sauvage, 1878)
- Labeo barbatus - (Boulenger, 1898)
- Labeo bata - (Hamilton, 1822)[2]
- Labeo batesii - (Boulenger, 1911)
- Labeo boga - (Hamilton, 1822)
- Labeo boggut - (Sykes, 1839)
- Labeo bottegi - (Vinciguerra, 1897)
- Labeo boulengeri - (Vinciguerra, 1912)
- Labeo brachypoma - (Günther, 1868)
- Labeo caeruleus - (Day, 1877)
- Labeo calbasu - (Hamilton, 1822)
- Labeo camerunensis - (Trewavas, 1974)
- Labeo capensis - (Smith, 1841)
- Labeo chrysophekadion - (Bleeker, 1850)
- Labeo congoro - (Peters, 1852)
- Labeo coubie - (Rüppell, 1832)
- Labeo curchius - (Hamilton, 1822)
- Labeo curriei - (Fowler, 1919)
- Labeo cyclopinnis - (Nichols y Griscom, 1917)
- Labeo cyclorhynchus - (Boulenger, 1899)
- Labeo cylindricus - (Peters, 1852)
- Labeo degeni - (Boulenger, 1920)
- Labeo dero - (Hamilton, 1822)
- Labeo devdevi - (Hora, 1936)
- Labeo dhonti - (Boulenger, 1920)
- Labeo djourae - (Blache y Miton, 1960)
- Labeo dussumieri - (Valenciennes a Cuvier y Valenciennes, 1842)
- Labeo dyocheilus - (McClelland, 1839)
- Labeo erythropterus - (Valenciennes a Cuvier y Valenciennes, 1842)
- Labeo falcipinnis - (Boulenger, 1903)
- Labeo fimbriatus - (Bloch, 1795)
- Labeo fisheri - (Jordan y Starks, 1917)
- Labeo forskalii - (Rüppell, 1835)[3]
- Labeo fuelleborni - (Hilgendorf y Pappenheim, 1903)
- Labeo fulakariensis - (Tshibwabwa, Stiassny & Schelly, 2006)[4]
- Labeo gedrosicus - (Zugmayer, 1912)
- Labeo gonius - (Hamilton, 1822)
- Labeo greenii - (Boulenger, 1902)
- Labeo gregorii - (Günther, 1894)
- Labeo horie - (Heckel, 1847)
- Labeo indramontri - (Smith, 1945)
- Labeo kawrus - (Sykes, 1839)
- Labeo kibimbi - (Poll, 1949)
- Labeo kirkii - (Boulenger, 1903)
- Labeo kontius - (Jerdon, 1849)
- Labeo lineatus - (Boulenger, 1898)
- Labeo longipinnis - (Boulenger, 1898)
- Labeo lualabaensis - (Tshibwabwa, 1997)
- Labeo lukulae - (Boulenger, 1902)
- Labeo luluae - (Fowler, 1930)
- Labeo lunatus - (Jubb, 1963)
- Labeo macmahoni - (Zugmayer, 1912)
- Labeo macrostoma - (Boulenger, 1898)
- Labeo maleboensis - (Tshibwabwa, 1997)
- Labeo meroensis - (Moritz, 2007)[5]
- Labeo mesops - (Günther, 1868)
- Labeo molybdinus - (Du Plessis,1963)
- Labeo moszkowskii - (Ahl, 1922)
- Labeo nandina - (Hamilton, 1822)
- Labeo nasus - (Boulenger, 1899)
- Labeo nigricans - (Boulenger, 1911)
- Labeo nigripinnis - (Day, 1877)
- Labeo nunensis - (Pellegrin, 1929)
- Labeo pangusia - (Hamilton, 1822)
- Labeo parvus - (Boulenger, 1902)
- Labeo pellegrini - (Zolezzi, 1939)
- Labeo percivali - (Boulenger, 1912)
- Labeo pierrei - (Sauvage, 1880)
- Labeo pietschmanni - (Machan, 1930)
- Labeo polli - (Tshibwabwa, 1997)
- Labeo porcellus - (Heckel, 1844)
- Labeo potail - (Sykes, 1839)
- Labeo quadribarbis - (Poll y Gosse, 1963)
- Labeo rajasthanicus - (Datta y Majumdar, 1970)
- Labeo rectipinnis - (Tshibwabwa, 1997)
- Labeo reidi - (Tshibwabwa, 1997)
- Labeo rohita - (Hamilton, 1822)
- Labeo rosae - (Steindachner, 1894)
- Labeo roseopunctatus - (Paugy, Guégan y Agnèse, 1990)
- Labeo rouaneti - (Daget, 1962)
- Labeo rubromaculatus - (Gilchrist y Thompson, 1913)
- Labeo ruddi - (Boulenger, 1907)
- Labeo sanagaensis - (Tshibwabwa, 1997)
- Labeo seeberi - (Gilchrist y Thompson, 1911)
- Labeo senegalensis - (Valenciennes a Cuvier y Valenciennes, 1842)
- Labeo simpsoni - (Ricardo-Bertram, 1943)
- Labeo sorex - (Nichols y Griscom, 1917)
- Labeo stolizkae - (Steindachner, 1870)
- Labeo trigliceps - (Pellegrin, 1926)
- Labeo udaipurensis - (Tilak, 1968)
- Labeo umbratus - (Smith, 1841)
- Labeo victorianus - (Boulenger, 1901)
- Labeo weeksii - (Boulenger, 1909)
- Labeo werneri - (Lohberger, 1929)
- Labeo worthingtoni - (Fowler, 1958)
- Labeo yunnanensis - (Chaudhuri, 1911)[6][7][8][9][10][11][12][13]